# San Cipriano (Serra Riccò)
San Cipriano (San Çepriàn in ligure, pron. San Sepriàn) è un piccolo centro della Val Polcevera situato sul crinale che divide la valle principale del Polcevera da quella del suo principale affluente, il torrente Secca.
Comune autonomo dal 1798 con giurisdizione su Cesino e Pontedecimo, divenne frazione di quest'ultima località nel 1853 quando vi fu trasferita la sede comunale; nel 1869 la località di San Cipriano fu distaccata dal comune di Pontedecimo e aggregata a quello di Serra Riccò.
Un tempo luogo di villeggiatura di ricche famiglie genovesi, conserva ancora numerose ville, circondate da orti e giardini.

## Storia

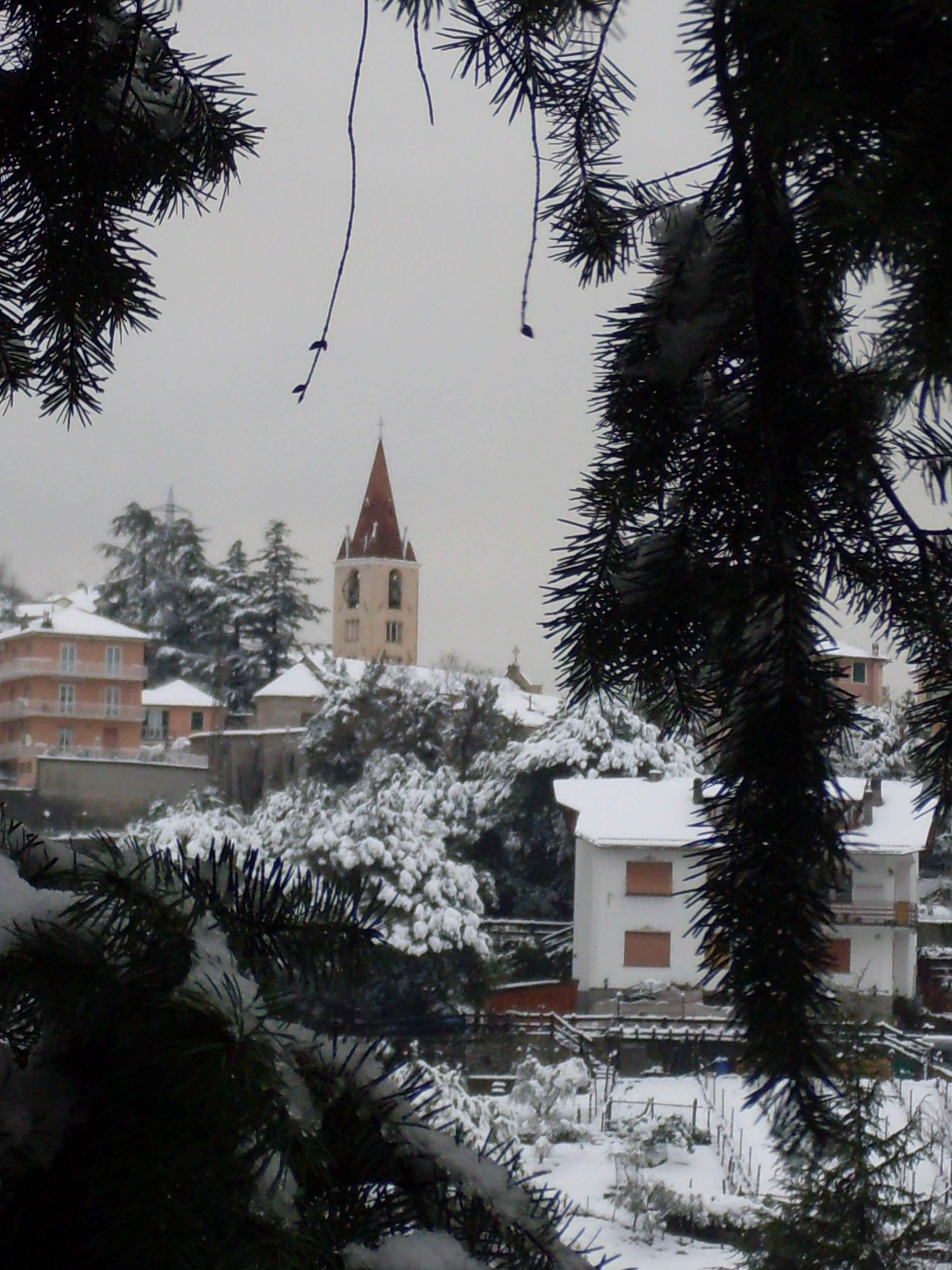
Scorcio del campanile innevato tra i rami

La collina di San Cipriano fu abitata fin dall'antichità, come testimoniato da alcuni ritrovamenti archeologici risalenti all'età del ferro, che in Liguria si protrasse fino alla conquista romana (II secolo a.C.).
Il nucleo più antico del paese, del quale non è noto il primitivo toponimo di epoca romana, sorge sulla costiera che divide la val Polcevera dalla valle del Secca, in posizione strategica lungo il tracciato della via Postumia, costruita dai Romani  nel 148 a.C. per collegare la pianura Padana con la riviera ligure.
San Cipriano fu tra i primi villaggi liguri ad accogliere il Cristianesimo; una lapide sepolcrale, che si ritiene risalire al VI secolo, conservata nella cappella di San Michele di Castrofino (un borgo oggi denominato Favareto, che si trova a circa 1 km da San Cipriano), testimonierebbe l'esistenza di una chiesa in questo luogo fin dai primissimi anni del medioevo. Il toponimo Castrofino deriva dal latino Castrum Finis cioè "castello posto sul confine" (probabilmente in riferimento ad un fortilizio difensivo di epoca alto medievale, presumibilmente bizantino, posto al limite del territorio suburbano di Genova, e facente parte della linea difensiva realizzata nel VI secolo per proteggere la Liguria bizantina dai Longobardi).
Intorno al X secolo a San Cipriano, probabilmente per sfuggire alle incursioni saracene, si stabilirono diverse famiglie nobili genovesi e proprio nel borgo di Castrofino nel 1080 (o nel 1081)  nacque il Caffaro, figlio del signore del paese Rustico da Caschifellone, che sarebbe diventato un importante uomo politico, ambasciatore e ammiraglio del Comune di Genova, anche se è ricordato soprattutto per i suoi celebri Annali. A lui sono intitolate la scuola primaria del paese e la strada che collega San Cipriano a Serra.
Il paese, da sempre parte prima del Comune e poi, dal 1528, della Repubblica di Genova, ha seguito le vicende storiche di tutta la val Polcevera.

Sigillo napoleonico dell'ex comune di San Cipriano

Di San Cipriano è originaria la famiglia patrizia genovese dei Cambiaso. I Cambiaso, discendenti da un ramo della famiglia veronese degli Scaligeri, si erano insediati fin dal XIV secolo nella val Polcevera, quando erano intervenuti in aiuto dei ghibellini durante le sanguinose lotte di fazione di quel periodo. Nel corso dell'età moderna divennero ricchi mercanti, banchieri e finanzieri, le cui fortune, nel XVIII secolo, si legarono (attraverso investimenti in titoli di debito pubblico) alla Francia, tanto che un membro della famiglia venne nominato sovraintendente alle galee della flotta francese. La famiglia venne ascritta al libro della nobiltà genovese nel 1731 e diede due dogi alla Repubblica di Genova, Giovanni Battista e Michelangelo Cambiaso.
L'esponente più illustre della famiglia, sotto il profilo politico ed istituzionale, è stato Giovanni Battista Cambiaso. Già governatore di Savona nel 1746 (durante la guerra di successione austriaca, quando difese la città dalla truppe del re di Sardegna) divenne doge nel 1771. Durante il suo breve dogato Giovanni Battista promosse e finanziò la costruzione della strada di fondovalle della val Polcevera, la prima idonea al transito di carri e carrozze, destinata a collegare Sampierdarena con Novi Ligure attraverso il passo della Bocchetta, in sostituzione delle antiche mulattiere che percorrevano i crinali collinari, seguendo il tracciato dell'antica via Postumia. L'apertura di questa strada, in suo onore chiamata "Camblasia", seppure di grande utilità pubblica, serviva anche a rendere più agevoli i collegamenti tra la città e i possedimenti dei Cambiaso in val Polcevera (tra i quali la grande villa di Cremeno).

## Monumenti e luoghi d'interesse

### Architetture religiose

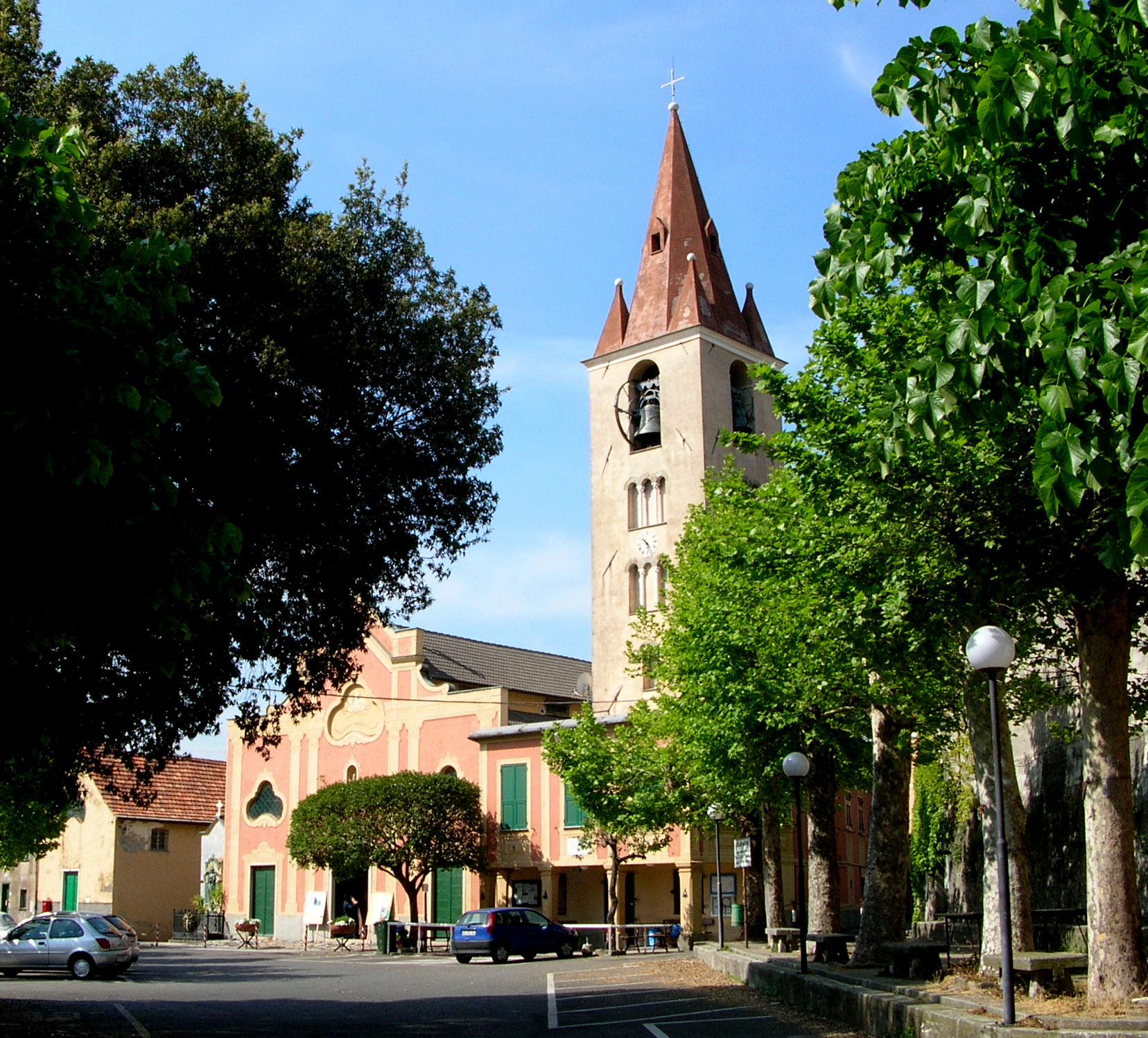
La chiesa parrocchiale dei Santi Cornelio e Cipriano

- Chiesa parrocchiale dei Santi Cornelio e Cipriano. Risalente secondo la tradizione al IX secolo, conserva i segni dei numerosi restauri ed ampliamenti subiti nel tempo (i lavori più importanti furono eseguiti nel XVII secolo) con affreschi, stucchi e marmi di pregio, oltre all'artistico organo e alle statuine del presepe attribuite alla scuola del Maragliano. Tra le opere sono conservate un polittico sull'altare - eseguito alla metà del Cinquecento ad opera di Giovanni Cambiaso e del più celebre figlio Luca - ed è composto da varie tavole, raffigura episodi della vita dei Santi Cornelio papa e Cipriano vescovo. La torre campanaria, in stile romanico e risalente probabilmente al secolo XII, ha mantenuto in gran parte il suo aspetto originario.

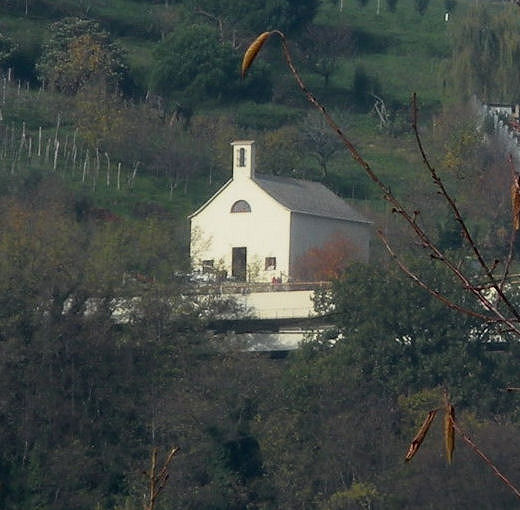
La cappella di San Michele di Castrofino

- Cappella di San Michele di Castrofino nel vicino borgo di Favareto, del VI secolo. La prima memoria di questo edificio religioso, uno dei più antichi della Liguria, probabilmente costruito dai primi convertiti al Cristianesimo, risalirebbe al 506, data desunta dalla lapide sepolcrale ivi rinvenuta. Già autonoma chiesa parrocchiale, dal XIV secolo è segnalata come dipendenza della parrocchia di San Cipriano. Sui resti della primitiva cappella, nel 1861, per volere dell'allora arciprete di San Cipriano, fu edificata l'odierna cappella, restaurata nel 2007.
- Oratorio della Confraternita della Santa Croce. Accanto alla chiesa parrocchiale si trova l'oratorio della Confraternita della Santa Croce, fondata nel XV secolo, che già allora disponeva di un piccolo oratorio, poi chiuso nel 1531 a causa dello spopolamento del paese in seguito ad un'epidemia di peste. L'attuale oratorio fu costruito nel 1626 ed ampliato nel 1767. Nell'oratorio, intitolato alla Santa Croce, sono conservati tre grandi crocifissi processionali e tutta la dotazione della confraternita, comprendente fanali e mazze da processione e le cappe di seta e di velluto indossate dai confratelli durante cerimonie e processioni.
- Monastero della Santissima Annunziata e Incarnazione, ospitante l'ordine delle monache annunziate Celesti (dette "Turchine", dal colore dell'abito talare). Le suore qui si trasferirono da Genova dopo la demolizione nel 1917 del preesistente convento seicentesco nel quartiere di Castelletto.

### Architetture civili

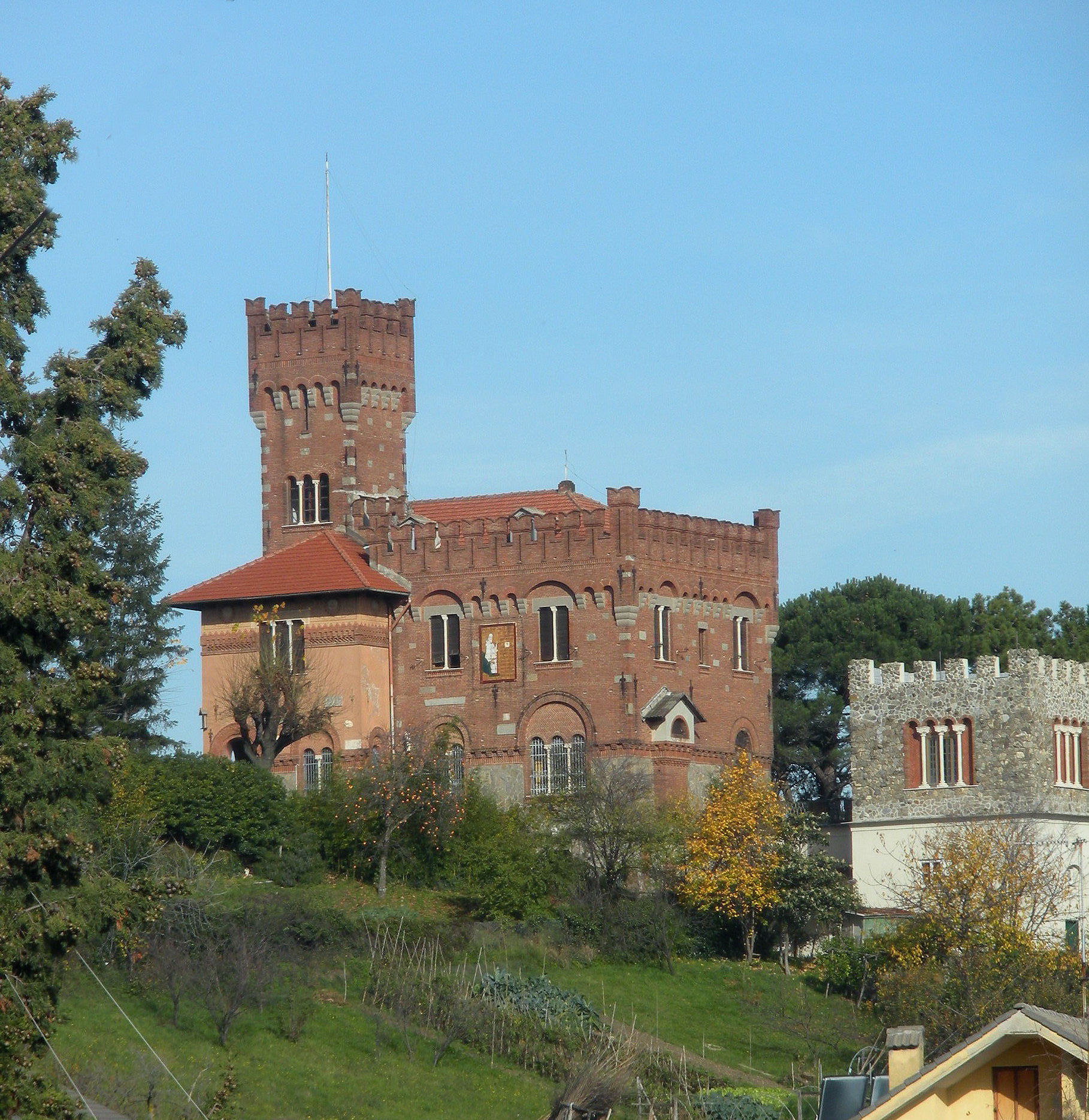
Il Castello Parodi

Il castello di San Cipriano, in stile neogotico, fu fatto costruire agli inizi del XX secolo dalla famiglia Parodi sul sito di un'altra delle antiche torri di avvistamento poste a difesa della Val Polcevera. Si trova su un'altura che domina le due vallate (Secca e Polcevera), dal santuario della Vittoria fino al mare. Costruito ad imitazione degli antichi castelli, è costituito da un corpo centrale in mattoni con un'alta torre e da una torretta in pietra dalla parte opposta.

## Economia
Oggi San Cipriano è quasi esclusivamente un centro residenziale, i cui abitanti per la maggior parte lavorano in aziende della Val Polcevera e di Genova.
Fino al secondo dopoguerra l'economia era basata sull'agricoltura che, favorita dall'esposizione a sud dei versanti collinari, si prestava alla coltivazione di primizie che venivano avviate sui mercati genovesi. Dell'antica economia agricola restano intorno alle case piccoli orti e frutteti, coltivati dai residenti soprattutto ad uso personale.
(Goffredo Casalis, "Dizionario geografico, storico, statistico e commerciale degli stati di S.M. il Re di Sardegna", 1849)

## Cultura

### Eventi
La prima domenica di luglio si svolge la festa in onore di San Vincenzo Ferreri (al quale è intitolata la locale “Società Operaia Cattolica”) con la tradizionale processione con i Cristi dell'Oratorio della Santa Croce.
La seconda domenica di settembre si tiene la festa patronale in onore di San Cipriano. In concomitanza con la festività religiosa, fin dagli inizi del Novecento si svolge la Festa dei Genovesi, evento a suo tempo organizzato per salutare le molte famiglie genovesi che, terminato il periodo di villeggiatura, facevano ritorno in città. Un tempo in occasione della festa si teneva anche un'importante fiera del bestiame.
Grazie al contributo della Comunità Montana Valli Genovesi Scrivia e Polcevera, l'Associazione Provinciale Allevatori e della S.O.C. San Vincenzo Ferreri, a partire dal 2010 la storica fiera del bestiame viene nuovamente tenuta.
(Goffredo Casalis, "Dizionario geografico, storico, statistico e commerciale degli stati di S.M. il Re di Sardegna", 1849)

## Sport
La squadra di calcio del San Cipriano milita nel campionato ligure di “Promozione”.

## Infrastrutture e trasporti
San Cipriano è servita dai mezzi pubblici di AMT Genova (Azienda Mobilità e Trasporti), pur trovandosi fuori dal Comune di Genova.
La linea utilizzabile è la n.65 S.Cipriano-Cesino, che ha il suo Capolinea in Via Caffaro a poche decine di metri dalla Piazza del paese.

### Strade
San Cipriano è raggiungibile con strade comunali da Pontedecimo, dalla frazione Castagna del comune di Serra Riccò e da Bolzaneto con la strada provinciale 70 "di Campora", che ricalcando in parte il presunto percorso della romana Via Postumia, inizia da Morigallo, passa per Morego e, superato San Cipriano, continua percorrendo tutto il crinale tra Polcevera e Secca, raggiungendo Serra, da dove scende verso il capoluogo comunale Pedemonte.
Il casello autostradale più vicino è quello di Genova-Bolzaneto sull'Autostrada A7.

### Ferrovie
La stazione ferroviaria più vicina è quella di Pontedecimo, sulla linea Genova-Torino.